# Gare de Port-Villez
La gare de Port-Villez est une halte ferroviaire française de la ligne de Paris-Saint-Lazare au Havre, située sur le territoire de la commune de Notre-Dame-de-la-Mer, dans le département des Yvelines, en région Île-de-France.
C'est une halte de la Société nationale des chemins de fer français (SNCF) située à 75 km de la gare de Paris-Saint-Lazare.

## Situation ferroviaire

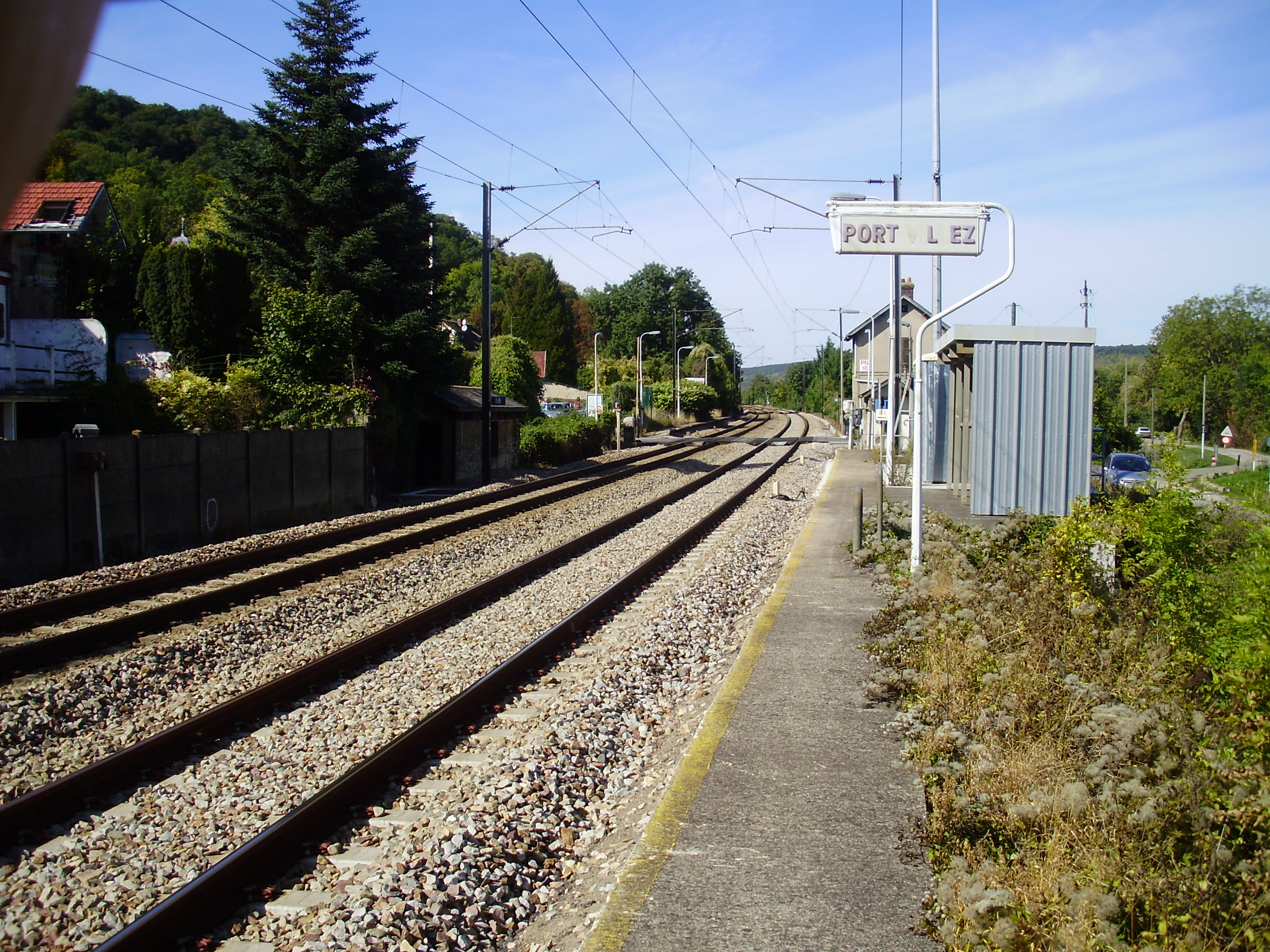
Vue en direction de Vernon - Giverny depuis l'ex-quai pour Mantes-la-Jolie / Paris.

La halte de Port-Villez est située à l'est du village, entre la route départementale 915 et la Seine.
Établie à 18 m d'altitude, elle se situe au point kilométrique 75,016 de la ligne de Paris-Saint-Lazare au Havre. Elle constituait l'avant-dernier point d'arrêt de la branche Vernon - Giverny de la ligne J après Bonnières et avant la gare de Vernon - Giverny.

## Desserte
La gare était desservie par les trains du réseau Transilien de Paris Saint-Lazare et par les trains TER Haute-Normandie de la ligne de Paris-Saint-Lazare à Rouen-Rive-Droite.
Depuis le 14 décembre 2008, sa desserte ferroviaire a cessé dans le cadre du cadencement des trains en Île-de-France, à cause de sa trop faible fréquentation (cinq voyageurs par jour) et de ses quais trop courts pour accueillir les différents matériels s'y arrêtant dont seules les deux premières voitures étaient à quai.
La desserte a été assurée par des minibus au départ de la gare de Bonnières mais, en 2022, cette desserte ne semble a priori plus exister ; il est en revanche possible de rejoindre les gares de La Défense et Poissy par les lignes 72 et 73 du réseau de bus du Mantois.